# Plectorhinchus vittatus
Plectorhinchus vittatus is een straalvinnige vissensoort uit de familie van de grombaarzen (Haemulidae). De wetenschappelijke naam is gepubliceerd in 1758 door Linnaeus in de tiende editie van Systema naturae.